# Skinnaregölen, Västergötland
Skinnaregölen är en sjö i Tidaholms kommun i Västergötland som ingår i Motala ströms huvudavrinningsområde. Sjön ligger på Hökensås och är en fiskesjö. Ytan är ca 2,5 hektar.